# 石井純二
石井 純二（いしい じゅんじ、1951年（昭和26年）5月25日 - ）は、日本の実業家、銀行家。北洋銀行頭取、第二地方銀行協会会長、札幌証券取引所理事長を務めた。

## 来歴・人物
北海道芦別市出身。札幌市立新琴似小学校、札幌市立新琴似中学校、北海道札幌北高等学校、弘前大学人文学部経済学科卒業。
1975年北海道拓殖銀行入行。5つ違いの兄も拓銀に入行していた。
拓銀破綻後は、1998年に北洋銀行の業務推進部管理役に就任。経営管理部や法人推進部、大通支店長を経て、2004年には親会社であった札幌北洋ホールディングスと北洋銀行の取締役に選任される。2012年に横内龍三の後任として、札幌北洋ホールディングス社長および北洋銀行頭取になる。同年には札幌北洋ホールディングスを逆さ合併により、北洋銀行への吸収合併を行う。2018年、取締役会長。
2015年には栃木銀行の菊池康雄の後任として第二地方銀行協会会長に就き、2017年まで務めた。2020年8月、在札幌スペイン名誉領事、
2024年5月、札幌証券取引所理事長に就任したが、体調不良で任期2年を残し、2025年5月に退任した。

## 経歴
- 1975（昭和50）年
  - 4月:北海道拓殖銀行入行
- 1998（平成10）年
  - 11月:北洋銀行業務推進部管理役
- 1999（平成11）年
  - 4月:同経営管理部企画第二課長
- 2003（平成15）年
  - 5月：同法人推進部長
- 2004（平成16）年
  - 4月：同大通支店長
  - 6月：札幌北洋ホールディングス取締役
  - 6月：北洋銀行取締役大通支店長
- 2005（平成17）年
  - 4月：同取締役業務企画部長
- 2006（平成18）年
  - 4月：常務取締役業務企画部長
  - 6月：常務取締役
- 2009（平成21）年
  - 6月：常務取締役営業推進統括部長
- 2010（平成22）年
  - 6月：札幌北洋ホールディングス代表取締役副社長
  - 6月：北洋銀行取締役副頭取
- 2011（平成23）年
  - 6月：同代表取締役副頭取
- 2012（平成24）年
  - 4月：札幌北洋ホールディングス代表取締役社長
  - 4月：北洋銀行代表取締役頭取
  - 10月：札幌北洋ホールディングス、北洋銀行に吸収合併
- 2015（平成27）年
  - 6月：北海道旅客鉄道監査役
  - 6月：第二地方銀行協会会長
- 2017（平成29）年
  - 6月：第二地方銀行協会会長退任
- 2018（平成30）年
  - ：北海道経済同友会代表幹事
  - 6月：北洋銀行取締役会長
- 2020（令和2）年
  - 8月：在札幌スペイン名誉領事
- 2021年（令和3）年
  - ：北洋銀行顧問

## 参考資料
- “第161期有価証券報告書” (PDF).   北洋銀行 (2017年6月27日). 2019年5月19日閲覧。

| ビジネス      | ビジネス                                   | ビジネス          |
| ------------- | ------------------------------------------ | ----------------- |
| 先代 横内龍三 | 北洋銀行頭取 第4代：2012年 - 2018年        | 次代 安田光春     |
| 先代 横内龍三 | 札幌北洋ホールディングス社長 第3代：2012年 | 次代 （吸収合併） |
| 先代 菊池康雄 | 第二地方銀行協会会長 ：2015年 -2017年      | 次代 黒本淳之介   |
| 先代 横内龍三 | 北海道経済同友会代表幹事 ：2018年 - 2021年 | 次代 渡辺卓       |

| スタブアイコン | サブスタブ | この項目は、まだ閲覧者の調べものの参照としては役立たない、人物に関連した書きかけの項目です。この項目を加筆・訂正などしてくださる協力者を求めています（P:人物伝/PJ:人物伝）。 |